# Peter Kersten
Peter Kersten   (Magdeburg, 1 de febrer de 1958) és un remer alemany, ja retirat, que va competir sota bandera de la República Democràtica Alemanya durant les dècades de 1970 i 1980.
El 1980 va prendre part en els Jocs Olímpics d'Estiu de Moscou, on guanyà la medalla bronze en la competició de scull individual del programa de rem.
En el seu palmarès també destaquen dues medalles d'or en el quàdruple scull al Campionat del Món de rem, el 1979 i 1981. A nivell nacional va guanyar el campionat de l'Alemanya de l'Est en el quàdruple scull el 1979 i 1981.